# Воскресенское (Октябрьский сельсовет, Данковский район)
В Данковском районе есть ещё одно село Воскресенское
Воскресе́нское — село Данковского района Липецкой области, административный центр Октябрьского сельсовета.

## География
Стоит на правом берегу реки Рыхотки, по которой проходит граница с Тульской областью. На западе к Воскресенскому примыкает деревня Рыхотка.

## История
В начале XVIII века здесь, на реке Рыхотке, появилась маленькая деревня, которая называлась Рыхоткой. Затем её имя изменилось на Кра́сный Буера́к.
Каменная Воскресенская церковь в селе Рыхотке была построена помещицей того села Александрой Ивановной Доброклонской в 1824 году, а село было переименовано в Воскресенское. В том же году к новопостроенной церкви и определён был отдельный причт, состоящий из священника, дьячка и пономаря, в 1827 г. открыта была и диаконская ваканция, которая в 1831 г. за малоприходством, упразднена, а в 1847 г. упразднена была и пономарская ваканция. В 1860 году в Воскресенской церкви возобновлена была кровля и штукатурка, а в 1870 году она украсилась внутри стенною живописью.  
В XIX — начале XX века село входило в состав Ивановской волости Данковского уезда Рязанской губернии. В 1906 году в селе было 40 дворов.
С 1928 года село являлось центром Воскресенско-Берёзовского сельсовета Берёзовского района Козловского округа Центрально-Чернозёмной области, с 1954 года — в составе Липецкой области, с 1959 года — центр Октябрьского сельсовета в составе Данковского района.

## Население
| 1859 | 1906 | 2010 |
| ---- | ---- | ---- |
| 269  | ↗313 | ↗479 |

## Инфраструктура
В селе имеются филиал МБОУ средняя общеобразовательная школа с. Берёзовка, детский сад, фельдшерско-акушерский пункт, отделение почтовой связи.

## Достопримечательности
В селе расположена действующая Церковь Воскресения Христова (1824).